# Ломовский (Свердловская область)
Ломовский — бывший посёлок в Свердловской области России, который существовавал в 1958—2020 годах и относился к городу областного подчинения Кировграду.

## Географическое положение
Посёлок Ломовский располагался в 6 километрах по прямой и в 7 километрах по автодороге к западу от города Кировграда, на склоне хребта Весёлые Горы, на обоих берегах реки Пьянки (левого притока реки Ломовки, бассейн реки Тагила). В окрестностях бывшего посёлка располагается пруд.

## История
Посёлок был основан в 1958 году благодаря запуску медного рудника. Упразднён областным законом № 142-ОЗ от 10 декабря 2020 года. В пояснительной записке к законопроекту сообщается, что на территории посёлка, который занимает 3 га, нет ни постоянных жителей, ни дорожно-транспортной инфраструктуры, ни магазинов, ни жилых домов, ни объектов социального и культурного назначения.

### Ломовский рудник
Ломовский медно-колчеданный рудник входил в группу Кировоградских (Калатинских) медных рудников и был открыт разведкой в 1950 году, когда на близлежащем Карпушихинском руднике закончились запасы медно-колчеданной руды. Пьянко-Ломовское месторождение вскрывалось тремя шахтами, заложенными в лежачем боку рудного тела. В 1950 году была построена шахта «Победа». Ствол был пройден до горизонта 315 метров (по проекту он должен быть 383 м) и оборудован двумя скипами для подъема руды. В стволе было четыре отделения; под два скипа, ходовое и технологическое. Ныне ствол затоплен. Позже был пройден еще один ствол; шахта «Вспомогательная» до горизонта 270 м (по проекту до горизонта 340 м). Через неё осуществлялся подъём руды в двух скипах, тем самым была «разгружена» шахта «Победа». Руда из шахты «Победа» по конвейеру поступала на погрузочную станцию, откуда по узкоколейной дороге отправлялась на Кировградский медеплавильный завод им. Кирова.
Пустая порода от проходки шахты выдавалась на поверхность и по деревянной эстакаде на вагонетках сваливалась в три породных отвала, позже образовавших огромный террикон.
Для вентиляции шахтных выработок был пройдена шахта «Северо-Вентиляционная» до горизонта 210 м (по проекту до горизонта 301 м).
Месторождение «Ломовки» было рассчитано на 20 лет, а работало более 30. Добыча на руднике шла непрерывно, за год добывалось до 300 тысяч тонн руды. Но в 1983 году запасы руды закончились, окончательно рудник был закрыт в 1995 году.
В 2000-х годах на базе оставшихся строений рудника развернули производство пористого алюминия.

## Население
| 2002 | 2010 |
| ---- | ---- |
| 0    | →0   |